# Pusku
Koordinaten: 58° 54′ N, 23° 28′ O
Pusku (deutsch Pusko) ist ein Dorf (estnisch küla) in der Stadtgemeinde Haapsalu (bis 2017: Landgemeinde Ridala) im Kreis Lääne in Estland.

## Einwohnerschaft, Lage und Geschichte
Der Ort hat 19 Einwohner (Stand 31. Dezember 2011). Er liegt sieben Kilometer südwestlich der Kernstadt Haapsalu. Der Ort hat der westlich gelegenen kleinen Ostsee-Bucht südlich des Hafens Rohuküla ihren Namen gegeben.
Das Dorf wurde erstmals 1557 als dorp thom Kleinen Busche urkundlich erwähnt. 1586 wurde es als Bussby verzeichnet.